# 정준하
{{희극인 정보
| 이름 = 정준하
鄭埻夏
| 다른이름 = MC 민지
| 사진 = 140807 정준하.jpg
| 사진설명 = 
| 직업 = 희극인, 방송인
| 활동기간 = 1995년 ~ 현재
| 출생일 = 1971년 3월 18일(54세)
| 출생지 = 대한민국 서울특별시 [[동작구대방동
| 소속사 = 야무진 엔터테인먼트
| 배우자 = 
| 자녀 = 아들 정로하
| 종교 = 개신교(예장합동)
| 웹사이트 = 
}}
정준하(鄭埻夏, 1971년 3월 18일 ~ )는 대한민국의 희극인, 방송인이다.

## 연예 활동
고등학교를 졸업한 뒤 정준하는 방송국에서 FD, 소품, 조명 등 여러 단기 아르바이트를 했고 MBC 《경찰청 사람들》 제작부에서 섭외 담당으로 일하기도 했다. 쿨과 룰라의 매니저를 거쳐 이휘재의 매니저로 일하던 1994년, 우연히 이휘재가 출연한 《테마극장》에 스케줄차 따라갔다가 단역 출연을 제의받아 출연하게 되었다. 본래 1회 출연으로 예정되어 있었으나, 방송 후 반응이 좋자 정준하는 고정 배우로 발탁되어 배우로 전격 데뷔하게 된다. 이듬 해인 1995년 MBC 특채 개그맨 6기로 입사하였다.
이 후 2000년대 초반까지 각종 코미디 프로그램에 출연하면서 활동했다. 《토요일 토요일은 즐거워》, 《여기는 코미디 본부》, 《웃는 날 좋은 날》 등에서 고정 코너를 맡았고 《일요일 일요일 밤에》에서 '서바이벌 대작전' 에 출연하기도 하였다. 2001년부터는 SBS와 코미디TV에 진출하여 《초특급 일요일 만세 - 유재석의 조용한 가족》, 《코미디 호스피탈》, 《생방송 코미디쇼 - 패러데이나잇》에 출연하였다. 2002년 말에는 유재석, 김한석, 송은이, 조혜련 등과 함께 SBS에서 정통 코미디 프로그램 《코미디 타운》 을 런칭하기도 하였다.
2003년 6월 정준하는 MBC로 복귀, 코미디하우스의 코너 《노브레인 서바이벌》 에서 맛깔나는 바보연기로 큰 인기를 끌었다. 코미디하우스에서의 활약으로 정준하는 2003 MBC 방송연예대상에서 코미디/시트콤 부분 최우수상과 인기상을 수상하며 데뷔 이래 첫 수상의 영광을 안았다. 이듬 해인 2004년부터는 배우로 진출하여 SBS 《장길산》, 《황태자의 첫사랑》, MBC 《신입사원》 에 출연했다.
배우로 활동하던 2005년 연말, 정준하는 유재석의 권유로 당시 강력추천 토요일의 코너로 방송되던 무한도전에 고정 멤버로 합류하게 되었다. 정준하는 이미 같은 해 6월 게스트로 출연하여 국수를 5초만에 먹는 모습을 선보여 시청자들에게 큰 각광을 받은 바 있었다. 초반에는 프로그램의 분위기에 적응하지 못해 하차를 고민하였으나, 유재석의 강력한 설득으로 프로그램에 남았고 무한도전 내에서 소위 '탱크' 역할을 자처하며 프로그램의 분위기를 재밌게 만들어주는 역할을 하였다.
2007년 MBC 시트콤 《거침없이 하이킥》에서 이준하 역으로 출연해 큰 사랑을 받았고, 같은 해 MBC 방송연예대상에서 무한도전 멤버들 및 이순재와 함께 단체 대상을 수상하였다.

## 사회 활동
2007년 정준하는 '범국민 지식재산권 보호연합회' 출범식에서 홍보대사로 위촉됐다. 이 자리에서 정준하는 "개인적으로도 2년 전에 초상권 침해를 당해 소송을 통해 승소한 경험이 있다"라며 "홍보대사가 됐으니 본보기가 돼서 자라나는 청소년들에게 불법복제란 아주 나쁜 것이라는 인식을 심어주고 이를 근절하기 위해 앞장서겠다"라고 각오를 밝혔다.
정준하는 2004년 자신의 성명, 초상, 유행어를 캐릭터로 형상화한 컨텐츠 업체에 대해 손해배상 소송을 제기해 승소한 바 있으며, 해당 사안에서 유명인으로서의 퍼블리시티권을 인정받았다.

## 사건/사고

### 주점 성매매 의혹
2007년 정준하가 홍보하는 '스카이 가라오케'에서 여성 접대부가 성매매를 한다는 주장이 제기되었다. 이 주장은 홍모씨가 돈을 목적으로 정준하와 업소 사진을 무단 도용하면서 벌어진 사건이었다. 논란 직후 홍모씨는 정준하와 기자들을 만나 공개사과하였다. 일부 언론에서는 정준하를 업소 사장으로 보도하였으나, 해당 업소 사장은 이를 부인하였다. 2007년 9월 12일, 정준하는 기자회견을 열어 여성 접대부 사건의 오보에 대해 강경하게 대응할 것이라고 밝혔다.

### 탈세 혐의 논란
2007년 10월 29일 MBC 경영센터에서 비공개로 열린 업무보고에서 박찬숙 의원은 정준하의 탈세 혐의에 대해 경영진에게 질문하였다. 앞서 9월 12일 정준하는 기자회견을 통해 업소에 손님을 소개시키고 받은 영업비용에 대해 소득신고를 하지 않았다고 인정하였다.

### 기차 사건
2008년 6월 21일 방송된 무한도전 ’돈가방을 갖고 튀어라’ 편 가운데 정준하는 탑승한 무궁화호 열차 안에서 큰 소리로 통화하여 비난을 받았다. 무한도전측은 승객들의 불편에 대해 공식사과하였다.

## 출연/진행 작품

### 예능
- MBC 《테마극장》 (1995년)
- MBC 《테마게임》 (1995년)
- MBC 《오늘은 좋은날》 (1995년)
- MBC 《토요일 토요일은 즐거워》 (1996년)
- MBC 《일요일 일요일 밤에 - TV 인생극장》 (1997년)
- MBC 《쇼 토요특급》 (1997년)
- MBC 《여기는 코미디본부》 (1999년)
- MBC 《웃는 날 좋은 날》 (2000년)
- MBC 《일요일 일요일 밤에 - 서바이벌 대작전》 (2000년)
- SBS 《초특급 일요일 만세 - 유재석의 조용한 가족》 (2001년)
- KBS 《파워쇼 한중일 삼국지》 (2001년 ~ 2002년) /리포터 출연
- 코미디TV 《코미디 호스피탈》 (2001년)
- 코미디TV 《생방송 코미디 쇼 - 패러데이나잇》 (2002년)
- KBS 《가족오락관》 (2002년, 2003년) /패널 출연
- SBS 《코미디 타운》 (2002년 ~ 2003년)
- MBC 《코미디하우스》 (2003년)
- MBC 《추석특집 패러디극장 - 추석의 추억》 (2003년)
- MBC 《웃음은 아름다워》 (2004년)
- SBS 《일요일이 좋다 - 대결! 반전 드라마》 (2004년 ~ 2005년)
- SBS 《하노이 신부》 (2005년)
- MBC 《무한도전》 (2006년 ~ 2018년)
- MBC 《황금어장 무릎팍도사》 (2007년, 2013년) /게스트 출연
- mnet 《Break》 (2006년)
- MBC 드라마넷 《식신원정대》 (2007년)
- OBS 《리폼리폼》 (2008년)
- KBS 《해피선데이 - 불후의 명곡》 (2007년) /패널 출연
- MBC 《라디오스타》- (2008년, 2015년, 2017년, 2021년) 게스트 출현
- QTV 《왕관을 부탁해》 (2009년)
- QTV 《러브 택시》 (2009년)
- MBC 《맨땅에 헤딩》 (2009년)
- Y-Star 《식신로드》 (2010년 ~ 2015년)
- MBC 《웃고 또 웃고》 (2011년)
- SBS 《정글의 법칙》 (2011년)
- MBC 《수상한 몰래카메라 조작단》 (2012년)
- TV조선 《토크쇼 노코멘트》 (2012년)
- MBC 《남심여심》 (2012년)
- MBC 《우리들의 일밤 - 매직콘서트 이것이 마술이다》 (2012년 ~ 2013년)
- SBS 《블라인드 러브쿡》 (2012년)
- MBC 《토크클럽 배우들》 (2013년)
- JTBC 《여보세요》 (2013년)
- MBC 《스토리쇼 화수분》 (2013년)
- tvN 《감자별 2013QR3》 (2013년)
- MBC 《MBC 다큐스페셜 - 버닝맨, 당신의 꿈은 무엇입니까?》 (2013년) /내레이션
- tvN 《백만장자 게임 마이턴》 (2013년)
- MBC 《기막힌 남편 스쿨》 (2013년)
- MBC 《2013 MBC 가요대제전》 (2013년)
- MBC 《띠동갑내기 과외하기》 (2014년)
- SBS 플러스 《남자끼리》 (2015년)
- 채널A 《아내가 뿔났다》 (2015년)
- MBC 《마이 리틀 텔레비전》 (2015년)
- KBS2 《글로벌 남편백서 내편, 남편》 (2015년)
- 채널W 《미녀대작전》 (2015년)
- 채널A 《부르면 갑니다 머슴아들》 (2015년)
- JTBC 《헌집줄게 새집다오》 (2015년)
- JTBC 《코드 - 비밀의 방》 (2016년)
- SBS 《SBS스페셜 - 배달의 전쟁》 (2016년) /취재 및 내레이션
- SBS 《동상이몽, 괜찮아 괜찮아》 (2016년)
- Mnet 《show me the money 5》 (2016년)
- K-Star 《식신로드 2》 (2016년 ~ 2018년)
- MBC Every1 《아찔한 캠핑》 (2016년)
- SBS 《씬스틸러 - 드라마 전쟁》 (2016년)
- MBC 《가출선언 사십춘기》 (2017년)
- E채널 《식식한 소녀들》 (2017년)
- Mnet 《고등래퍼 1》 (2017년)
- JTBC 《갑자기 히어로즈》 (2017년)
- tvN 《우리들의 인생학교》 (2017년)
- MBC 《겁 없는 녀석들》 (2017년)
- JTBC 《TV정보쇼 빅픽처》 (2017년)
- JTBC 《아는 형님》 (2019년)
- KBS2  《해피투게더4》 (2020년)
- JTBC 《육자회담》 (2020년)
- MBC 《놀면 뭐하니?》 (2021년)
- MBC 에브리원 《비디오스타》 (2021년)
- KBS2 《옥탑방의 문제아들》 (2021년)
- KBS1 《아침마당》 (2021년)
- IHQ 《리더의 하루》 (2021년)
- JTBC 《아는 형님》 (2021년)
- 놈 스튜디오 NOM STUDIO 《광고천재 씬드롬 S1》 (2021~2022년)
- E채널 《토요일은 밥이 좋아》 (2022년)
- 유튜브 《라면꼰대2》(2022년)
- JTBC 《퇴근 후 한끼》 (2023년)
- JTBC 《아는 형님》 (2023년)
- JTBC 《짠당포》 (2023년)
- MBC 《라디오스타》
- tvN Story 《회장님네 사람들》

### 드라마
| 연도      | 방송사 | 제목             | 역할   | 비고     |
| --------- | ------ | ---------------- | ------ | -------- |
| 1996      | MBC    | 남자 셋 여자 셋  |        |          |
| 2004      | SBS    | 장길산           | 이갑송 |          |
| 2004      | MBC    | 황태자의 첫사랑  | 정굉필 |          |
| 2005      | MBC    | 신입사원         |        |          |
| 2006      | MBC    | 발칙한 여자들    | 백억년 |          |
| 2006-2007 | MBC    | 거침없이 하이킥! | 이준하 |          |
| 2008      | SBS    | 우리집에 왜왔니  | 조수동 |          |
| 2009      | MBC    | 지붕뚫고 하이킥! | 마둔탁 | 특별출연 |
| 2011      | MBC    | 최고의 사랑      | 구애환 |          |
| 2012      | SBS    | 다섯 손가락      | 루이강 |          |
| 2022      | MBC    | 내일             | 정준하 | 특별출연 |
| 2023      | MBC    | 꼭두의 계절      |        | 특별출연 |

### 영화
- 2004년 영화 《그 놈은 멋있었다》 ... 예원 담임 역 (특별출연)
- 2004년 영화 《누구나 비밀은 있다》 ... 헤어지는 남자 역 (우정출연)
- 2004년 영화 《슈퍼스타 감사용》 ... 투수 모집 지원자 역 (우정출연)
- 2005년 영화 《키다리 아저씨》 ... 이 PD 역
- 2005년 영화 《무영검》 ... 월낙가의 주막 금선각 주인 역 (특별출연)
- 2005년 영화 《가문의 위기》 ... 종면 역
- 2005년 영화 《카리스마 탈출기》 ... 고민식 역
- 2006년 영화 《가문의 부활》 ... 종면 역
- 2006년 영화 《김관장 대 김관장 대 김관장》 ... 검도인 '나까무라 상' 역
- 2010년 영화 《김종욱 찾기》 ... 농촌 김종욱 역 (우정출연)
- 2011년 영화 《가문의 수난》 ... 종면 역
- 2012년 영화 《주먹왕 랄프》 ... 랄프 목소리 역
- 2016년 영화 《다이노X 탐험대》 ... 공룡 타르보 역
- 2022년 영화 《DC 리그 오브 슈퍼-펫》 ... 크립토 역
- 2023년 영화 《가문의 영광:리턴즈》 ... 종면 역

### 개그 공연
- 《2001 개그폭력단 오픈콘서트》 - 2001년/싸이더스
- 《2002 개그패밀리 오픈콘서트》 - 2002년/G패밀리
- 《2002-2003 G패밀리 개그콘서트》 - 2002년 ~ 2003년/G패밀리

### 뮤지컬
- 《풀몬티》
- 《헤어스프레이》
- 《라디오스타》
- 《스팸어랏》
- 《형제는 용감했다》
- 《시티 오브 엔젤》
- 《원더티켓》

### 라디오
- MBC 표준FM 《정준하, 신지의 싱글벙글쇼》 (2021년 3월 29일 ~ 2022년 8월21일)

### 뉴스 방송 출연
- YTN 《뉴스N이슈 - 이슈앤피플》 (2010년 11월 3일 수요일)

### 뮤직비디오
- 하지만 - 굳세어라 내 청춘 (2002년)
- 박상민 - 헬스클럽 아가씨 (2004년)
- 타우 - 바보 (Narr.정준하) (2009년)
- Leeds(리즈) - 너를 향한 마음 (2009년)
- 오로라 - 따따블 (2010년)
- 형돈이와 대준이 - 나 좀 만나줘 (2013년)
- 싸이 - GENTLEMAN (2013년)
- 박지윤 - Beep (2014년)

### 광고
- 2003 인티그램 정준하 컬러링
- 2004 장충동왕족발
- 2004 SK텔레콤 TTL
- 2004 지식발전소 엠파스 게임나라닷컴
- 2004 니코틴엔
- 2004 BBQ
- 2004 KT 노브레인 벨
- 2004 유진데이타 마침표
- 2004 KT 1541 콜렉트콜
- 2004 오리온 왕꿈틀이
- 2004 노브레인 레이스
- 2004 신도리코
- 2007 빙그레 바나나맛우유
- 2007 신한카드 스타일M카드
- 2007 웰스 정수기
- 2007 한게임 게임팩
- 2007 네네치킨
- 2008 농심 카프리썬
- 2010 신한금융그룹
- 2010 정준하의 야무진 식탁
- 2010 식신백경
- 2012 넥슨 워록 신대두모드
- 2013 이베이코리아 G마켓 비즈온
- 2013 한국노바티스 오트리빈
- 2013~2015 코카콜라
- 2013 SK플래닛 샵인
- 2015 큰맘할매순대국
- 2015 SK
- 2015 G마켓 배달
- 2015 ~ 2018 굿지앤 정준하 브랜드
- 2015 캔디크러쉬소다
- 2016 차이나탄
- 2017 중원주식회사 센스물티슈
- 2019 비앙스가구
- 2020 ABC키즈마트
- 2021 ~ 다반씨앤아이 주나스키친
- 2022 ~ 네이버 바이브

## 학력
- 서울대림국민학교 졸업
- 대림중학교 졸업
- 강서고등학교 졸업

## 홍보대사
- 2003년 야후!코리아 명예산타
- 2004년 소방방재본부 안전 홍보대사
- 2004년 수원 현대 유니콘스 홍보대사
- 2005년 꿀맛닷컴 명예홍보대사
- 2007년 범국민 지식재산권보호연합회 홍보대사
- 2008년 제5회 대한민국 지방자치경영대전 홍보대사
- 2009년 ~ 양구군 홍보대사
- 2010년 농어촌 체험마을 홍보대사
- 2013년 토니스토리:깡통제국의 비밀 홍보대사
- 2013년 하늘에서 음식이 내린다면2 홍보대사
- 2014년 ~ 다일공동체 홍보대사
- 2014년 고래사어묵 홍보대사
- 2014년 농림축산식품부 막걸리 유랑단
- 2014년 제5회 대한민국 나눔대축제 홍보대사
- 2015년 GSK 플루아릭스 테트라 홍보대사
- 2016년 기획재정부 한-아프리카 경제협력 장관회의 홍보대사
- 2017년 평창 동계올림픽대회 및 동계패럴림픽대회 홍보서포터즈
- 2019년 농림축산식품부 2019 찾아가는 양조장 홍보대사
- 2019년 ~ 한국와인 홍보대사
- 2020년 농림축산식품부 2020 찾아가는 양조장 홍보대사

## 수상
| 연도   | 수상 내역 |
| ------ | --- |
| 2003년 | - MBC 방송연예대상 코미디·시트콤부문 최우수상 - MBC 방송연예대상 인기상                                                                                        |
| 2004년 | - 제16회 한국방송프로듀서상 코미디언상 |
| 2007년 | - 범국민 지식재산권보호연합회 홍보대사 - MBC 방송연예대상 대상 (이순재, 무한도전 팀과 공동 수상)                                                               |
| 2008년 | - 제89회 전국체육대회 에어로빅 일반부 동호인 6인조 2위 (무한도전 팀과 공동 수상) - MBC 방송연예대상 시청자들이 뽑은 베스트프로그램상 (무한도전 팀과 공동 수상) |
| 2009년 | - MBC 방송연예대상 PD상 (무한도전 팀과 공동 수상) |
| 2010년 | - 제5회 에이어워즈 이노베이션부문 |
| 2011년 | - MBC 방송연예대상 베스트 커플상 (박명수, 정준하 공동수상) |
| 2013년 | - MBC 방송연예대상 올해의 프로그램상 (무한도전 팀과 공동 수상)                                                                                                 |
| 2014년 | - MBC 방송연예대상 시청자들이 뽑은 올해의 예능 프로그램상 (무한도전 팀과 공동 수상) - MBC 방송연예대상 쇼·버라이어티 부문 최우수상                             |
| 2015년 | - 케이블TV방송대상 올해의 스타상 |
| 2016년 | - MBC 방송연예대상 버라이어티부문 최우수상 |
| 2019년 | - 농촌진흥청 농촌진흥사업발전 공로상 수상 |
| 2021년 | - MBC MBC 방송연예대상 라디오부문 신인상(신지 와 공동 수상) - MBC 방송연예대상 베스트 커플상                                                                   |

## 같이 보기
- 유재석
- 박명수
- 정형돈
- 하하
- 길
- 황광희
- 양세형
- 조세호
- 김태호 (PD)
- 노홍철
- 이휘재
- 강호동
- 이경규
- 김한석
- 송은이
- 현영
- 김신영
- 박지윤
- 이재훈
- 김성수
- 유리
- 김숙
- 남희석
- 신동엽
- 윤정수
- 고명환
- 표영호
- 김진수
- 이순재
- 나문희
- 박해미
- 신지
- 김병욱 (연출가)
- 소지섭
- 이동욱
- 송승헌
- 권상우
- 조인성
- 최종훈
- 정성화
- 정상훈
- 송일국
- 이숭용
- 김희선
- 김지우
- 김수미